# Sergio Mantecón
Mantecón  Gutiérrez est un nom espagnol. Le premier nom de famille, en général paternel, est Mantecón ; le second, en général maternel, souvent omis, est Gutiérrez.

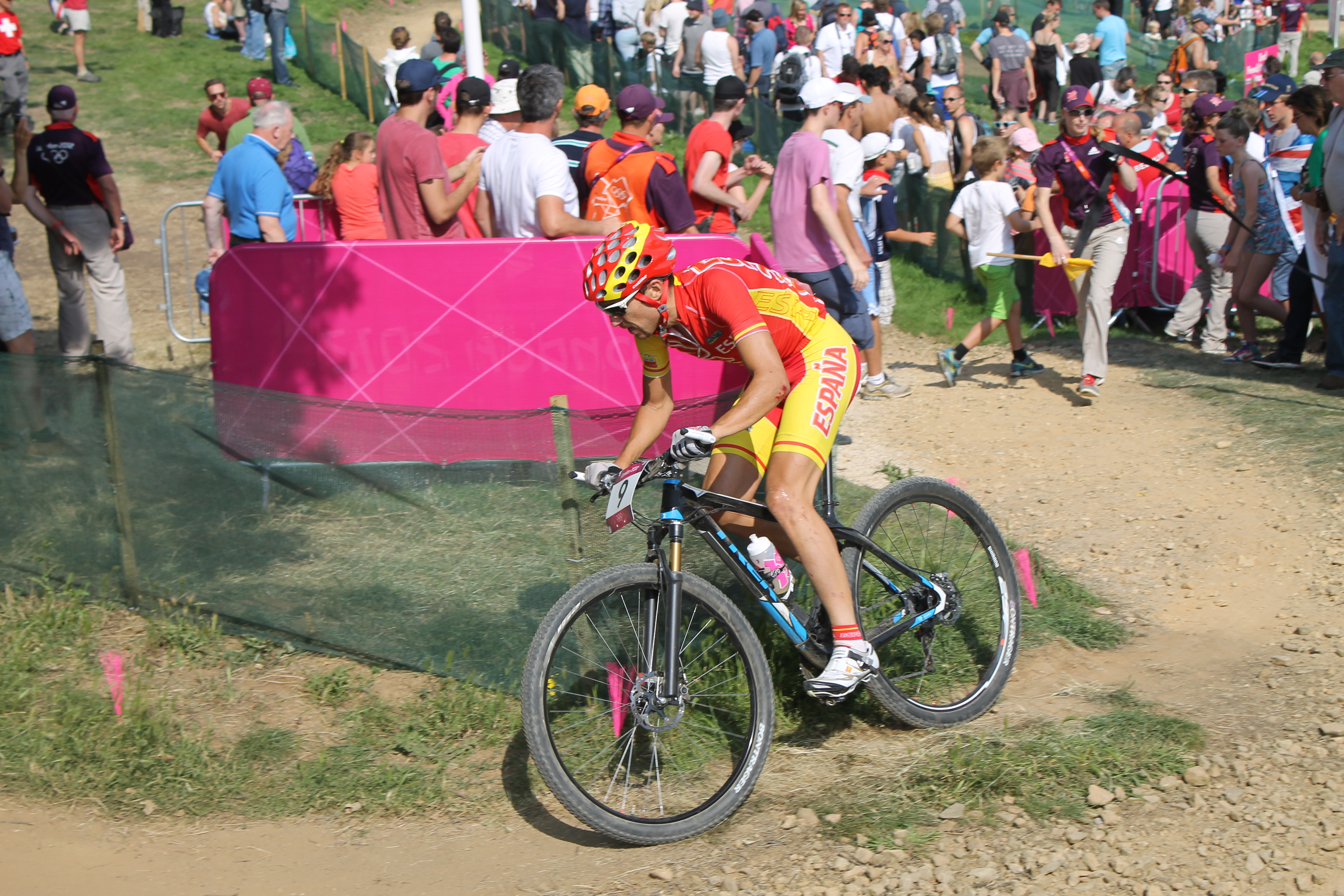
Sergio Mantecón aux Jeux olympiques d'été de 2012

Sergio Mantecón Gutiérrez, né le 25 septembre 1984, est un cycliste espagnol. Il pratique le cyclisme sur route, le VTT cross-country et le cyclo-cross.

## Biographie
En 2012, il termine 22e de l'épreuve olympique de VTT cross-country.

## Palmarès sur route
- 2009
  - 2e de la Ronde du Maestrazgo
- 2010
  -  Champion d'Espagne sur route amateurs
  - 2e du Tour de Carthagène
- 2011
  - Classement général du Cinturón a Mallorca
  - Gran Premi Vila-real :
    - Classement général
    - 1re étape

  - 3e du championnat d'Espagne sur route amateurs

## Palmarès en VTT

### Jeux olympiques
- Londres 2012
  - 22e de l'épreuve de cross-country VTT

### Coupe du monde
- Coupe du monde de cross-country
  - 8e en 2012
  - 14e en 2013
  - 9e en 2014
  - 8e en 2015
  - 19e en 2018
  - 60e en 2021

### Championnats d'Europe
- 2012
  -  Médaillé d'argent du cross-country

### Championnats d'Espagne
- Champion d'Espagne de cross-country marathon : 2008, 2011, 2012, 2022 et 2023
- Champion d'Espagne de cross-country : 2010 et 2012

## Palmarès en cyclo-cross
- 2011-2012
  - 3e du championnat d'Espagne de cyclo-cross

## Palmarès en gravel
- 2024
  - 3e du championnat d'Espagne de gravel